# Epibatidina
La Epibatidina es un compuesto heterocíclico extraído de la piel de una rana multicolor de Ecuador, la Epipedobates anthonyi, que es venenosa y es utilizada por tribus indígenas en dardos para cazar. Es una alcaloide natural de tipo piridínico con actividad farmacológica. Es una sustancia que posee una actividad analgésica 250 veces más potente que la de la morfina y además no provocaba los efectos secundarios de esta (adicción). Sin embargo, la epibatidina es demasiado tóxica para ser utilizada como analgésico en los seres humanos.

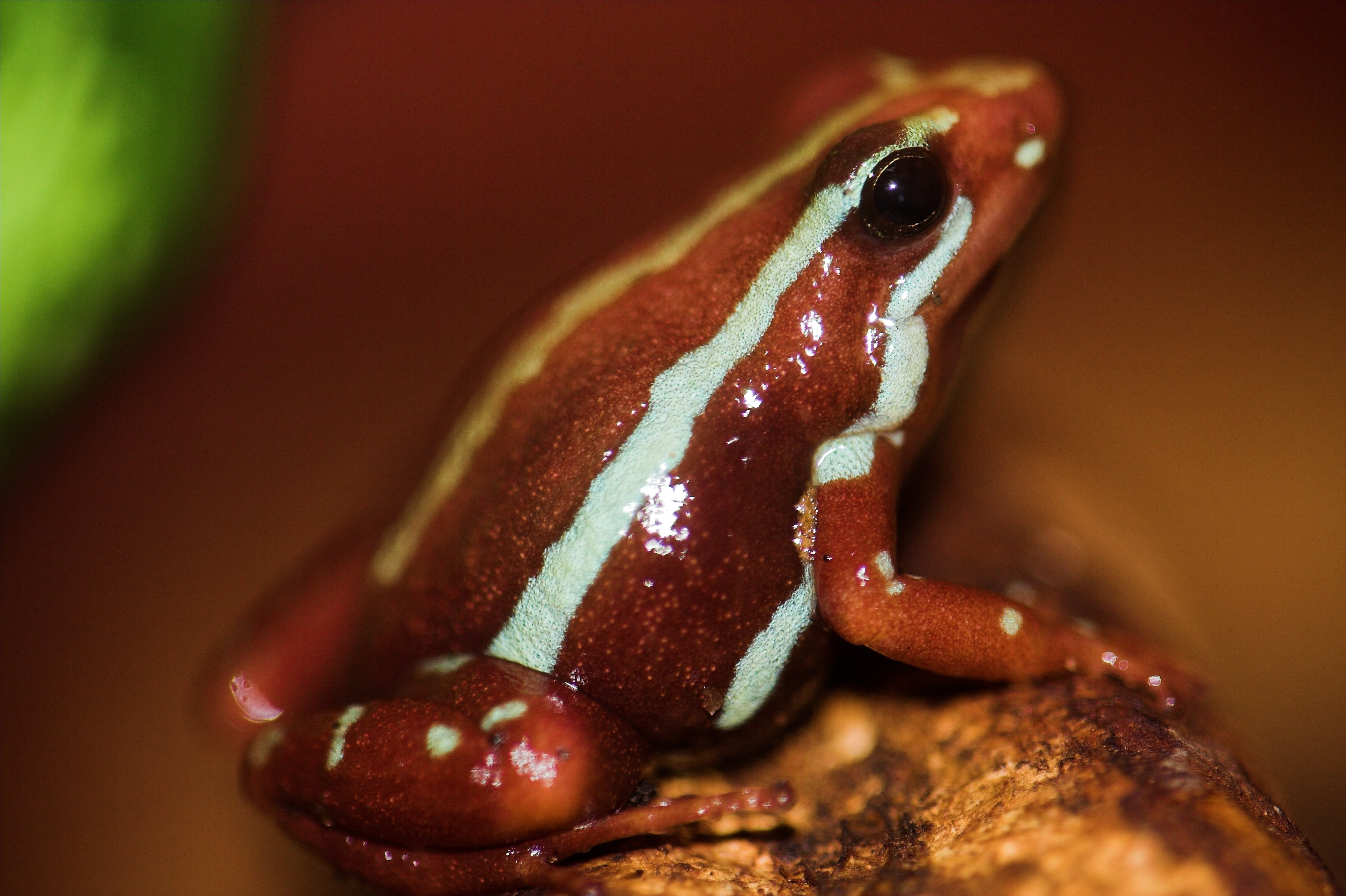
Epipedobates anthoniyi

## Descubrimiento
En la década de los setenta se descubre la rana que contiene la epibatidina, pero no es hasta la década de los ochenta cuando se descubre que entre todas las tóxinas que contienen la rana está la epibatidina. Es en 1992 cuando se da una síntesis de la epibatidina y se analiza su estructura. Lo realiza el grupo de investigación de John Daly.
Desde su descubrimiento se han diseñado tanto síntesis directas como síntesis de análogos que evitan la alta toxicidad. Uno de los análogos es la Tebaniciclina (ABT – 594).
Debido a su rareza, varios métodos de síntesis de Epibatidina se han desarrollado.

## Toxicocinética
Los datos experimentales in vitro e in vivo son escasos. Alcanza la distribución más alta en el tálamo y el colículo superior del cerebro 30 minutos después de ser administrada en ratas a través de una inyección en la vena de la cola. Presenta un aclaramiento lento, existiendo concentraciones en el cerebro 4 horas después de la administración. La absorción y distribución ha sido estudiada en un modelo de ratón donde se administra epibatidina por vía intraperitoneal a ratones y se monitoriza la concentración. En este estudio se observaron concentraciones diferentes en machos y hembras, siendo estas mucho más elevadas en las hembras, pero esta diferencia no ha sido discutida en profundidad, aunque estos resultados han sido apoyados por otro estudio posterior en un modelo de rata. No se dispone de datos sobre su eliminación.
Los datos acerca del metabolismo y su unión a proteínas plasmáticas son escasos. Algunos estudios muestran que la (+)-epibatidina se transforma en N-óxido diastereoisómero y la (-)-epibatidina sufre hidroxilación. También se ha estudiado la farmacocinética de derivados de epibatidina con toxicidad reducida para su posible aplicación en la clínica.

## Mecanismo de acción toxicológico
La Epibatidina es agonista de receptores colinérgicos nicotínicos, presentes a nivel central y periférico. Tiene alta afinidad por el subtipo α4β2 y además se une a los receptores α-7, los cuales a nivel central están involucrados en afecciones neurológicas como esquizofrenia, enfermedad de Alzheimer y Parkinson, además de participar en funciones fisiológicas como la neuroprotección, memoria, aprendizaje y control del dolor. Sin embargo, la epibatidina ejerce otros efectos a nivel del SNC, modifica las funciones respiratorias, gastrointestinales y cardiovasculares. De hecho su toxicidad puede estar relacionada con la capacidad de activar el receptor nicotínico α2β2 en neuronas del SNC y también el α3β4 ganglionar.

## Sintomatología
La epibatidina produce síntomas derivados de la activación de receptores nicotínicos. Los principales signos clínicos de toxicidad por epibatidina incluyen la activación de secreciones exocrinas produciendo rinorrea, sialorrea y lagrimeo, además puede dar lugar a hipertensión, convulsiones y parálisis muscular y respiratoria, pudiendo producir la muerte.

## Caso clínico descrito
Un técnico de laboratorio en Edimburgo estaba preparando diluciones de clorhidrato de epibatidina cuando pasados 30 minutos desarrolló una erupción eritematosa en los brazos, piernas y torso. Durante la preparación de las diluciones, el técnico llevaba puestos guantes y bata de laboratorio. Sin embargo, no llevaba protección respiratoria ni ocular, así como su cara estaba expuesta. Aunque en el momento se quitó la ropa y se duchó como medida cautelar, el eritema no desapareció y acudió al área de urgencias del hospital. Allí se le administró una dosis de prednisolona y se le puso un tratamiento antihistamínico durante una semana, después de la cual el eritema había desaparecido.
De este caso se concluyó que la exposición se produjo por vía sistémica en una exposición dérmica o inhalatoria debido a que en esas zonas presentaba una protección personal inadecuada. Además, los resultados indicaron que se producía un mecanismo de acción relacionado con histamina e independiente de inmunoglobulina E similar al que ocurre en las reacciones anafilácticas a acetilcisteína.